# 李大钊故居 (北京)
李大钊故居，是中国共产党早期领导人李大钊和家人于1920年－1922年间的居所，位于当时石驸马后宅35号，即今北京市西城区文华胡同24号。

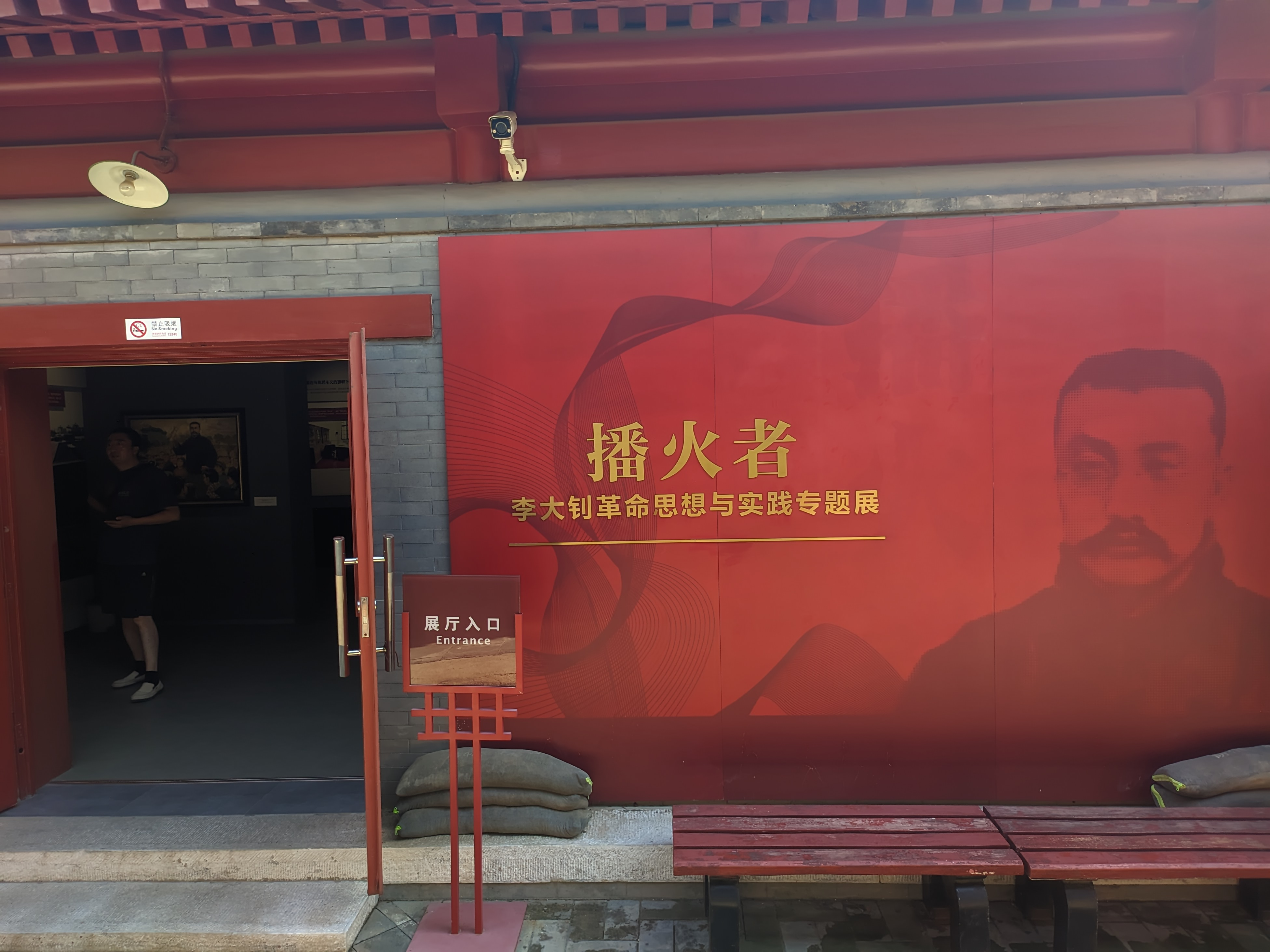
李大钊故居内部的展览

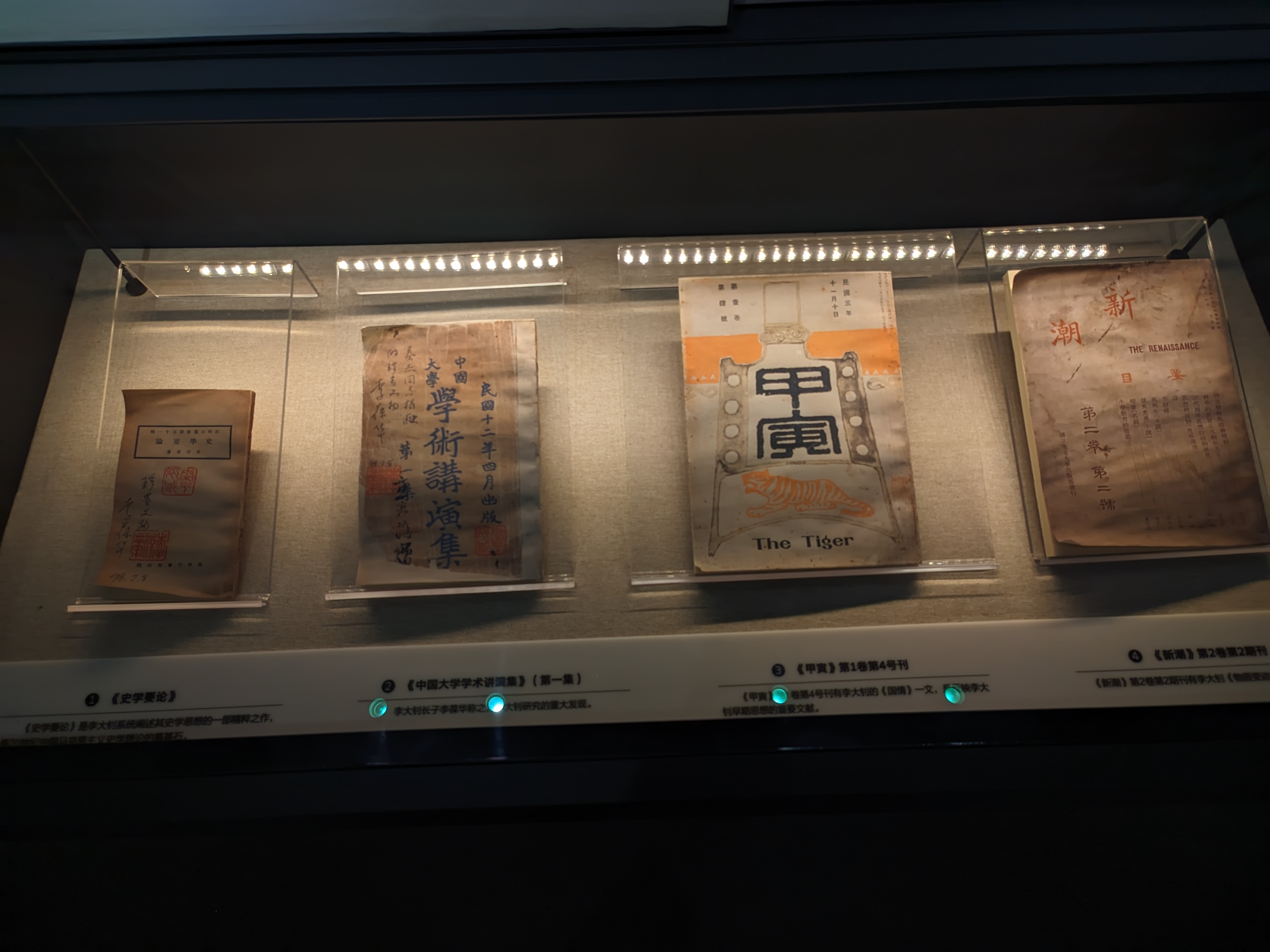
李大钊故居的展品

## 历史

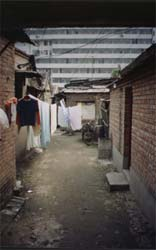
腾退居民之前的李大钊故居

1916年夏到1927年春，李大钊在北京工作并生活十年，先后居住过八个地方。1920年春至1924年1月，李大钊家在石驸马大街后宅35号（今文华胡同24号）北院居住了将近四年，这是他在家乡以外与家人共同生活时间最长的一处居所。李大钊的次子李光华、幼女李钟华在此出生，长子李葆华、长女李星华在此受到影响而走上革命道路。
在此居住期间，李大钊发起组织马克思学说研究会，传播马克思主义，发起成立北京共产主义早期组织，创建中国共产党；中国共产党成立后，李大钊代表中共中央指导中国北方工作，领导发动中国北方工农运动，参与成立国民革命统一战线，发展第一次国共合作。其间他发表140多篇文章（累计超33万多字），参加各类会议120次，其中包括中国共产党第三次全国代表大会、中国国民党第一次全国代表大会等等，还陪同会见或拜访各界人士30次，进行讲演30次（不计讲课），赴上海、广州、武汉、洛阳、天津等地开展教学和革命。不少青年曾在这处李大钊家借住，中共北方党组织的部分会议在李大钊的书房内举行。
李大钊家迁出这里后，这里继续用作民居。1979年8月21日，该居所作为“李大钊故居”被公布为北京市文物保护单位。2006年，中共北京市委、北京市人民政府、北京市文物局、中共西城区委、西城区人民政府开始搬迁居民、修缮故居。此次修缮主要是加固房屋结构，恢复传统装修及油漆彩饰，东西房屋顶改为中华民国时期常见的平顶，地面改铺青方砖。2007年5月8日，在李大钊遇难80周年之际，故居正式对社会开放。2013年3月5日，该居所以“李大钊旧居”的名义被公布为第七批全国重点文物保护单位。

## 建筑

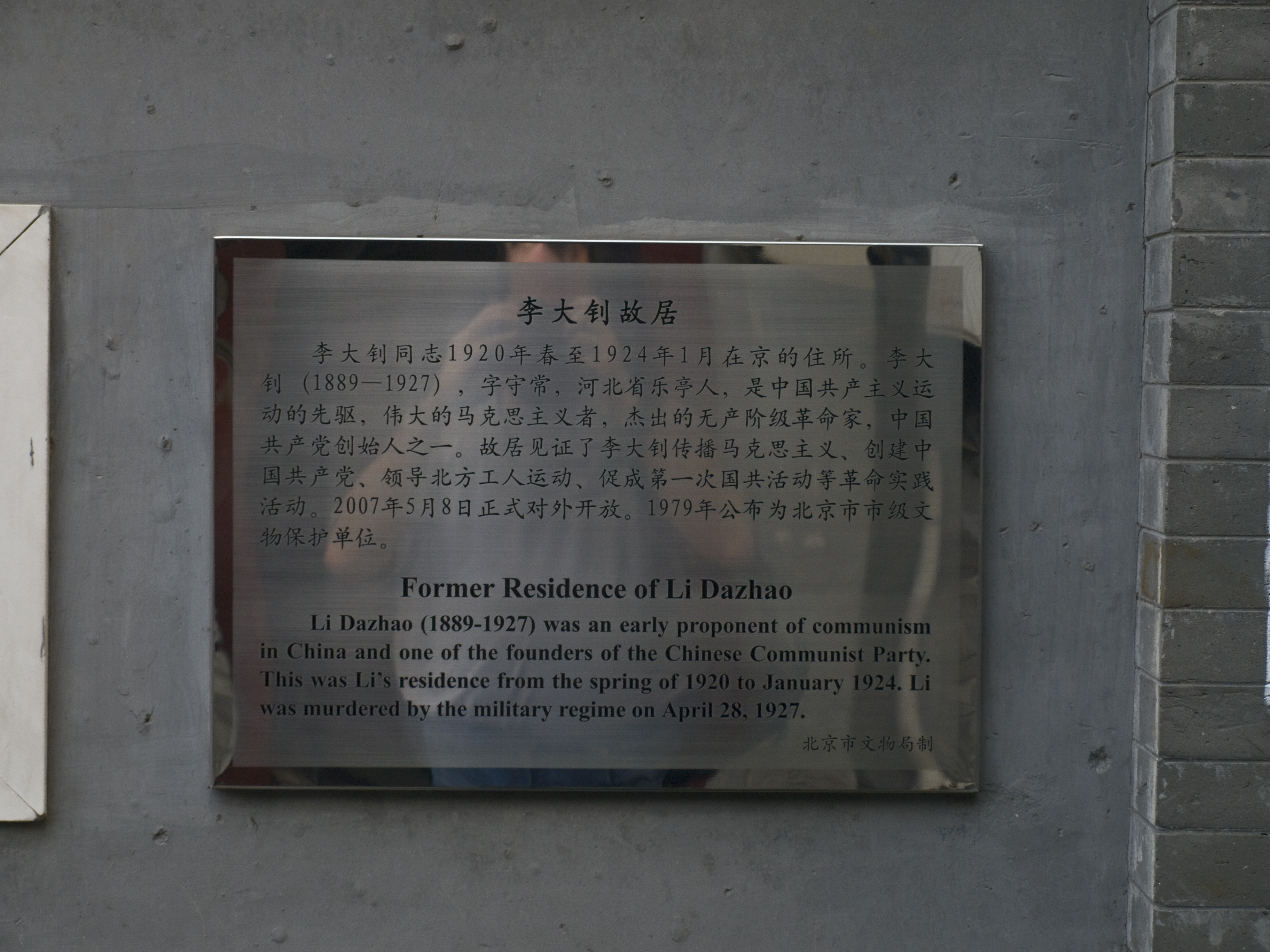
李大钊故居门外墙上的说明牌

李大钊故居分为南北两个院落。北院是一座小三合院，为当年李大钊家租住的居所，占地面积大约550平方米，坐北朝南，院门朝北开在西北角，朝向文华胡同。正对院门有一尊李大钊塑像，面朝北，位于北院西厢房西侧。北院有北房三间，东、西耳房各两间，东、西厢房各三间，共计13间房。北院现为“故居原状陈列”。
- 北房：堂屋和西屋为餐厅兼李大钊全家活动场所。东屋为李大钊夫妇卧室。
  - 东耳房：李大钊次女李炎华、次子李光华的卧室。
  - 西耳房：李大钊长女李星华卧室。
- 东厢房：北间为李大钊长子李葆华卧室，南间为客房。
- 西厢房：李大钊的书房和会客室。[1]

北院和南院之间有五间北房，作为李大钊故居的办公区，其中明间为穿堂，西两间为会议室，东次间为资料室，东梢间为中控室。南院南侧有南房三间，现为“李大钊1920-1924”专题展厅，介绍了1920年至1924年1月期间李大钊的各方面活动。南院东厢房为接待室，西厢房为卫生间。

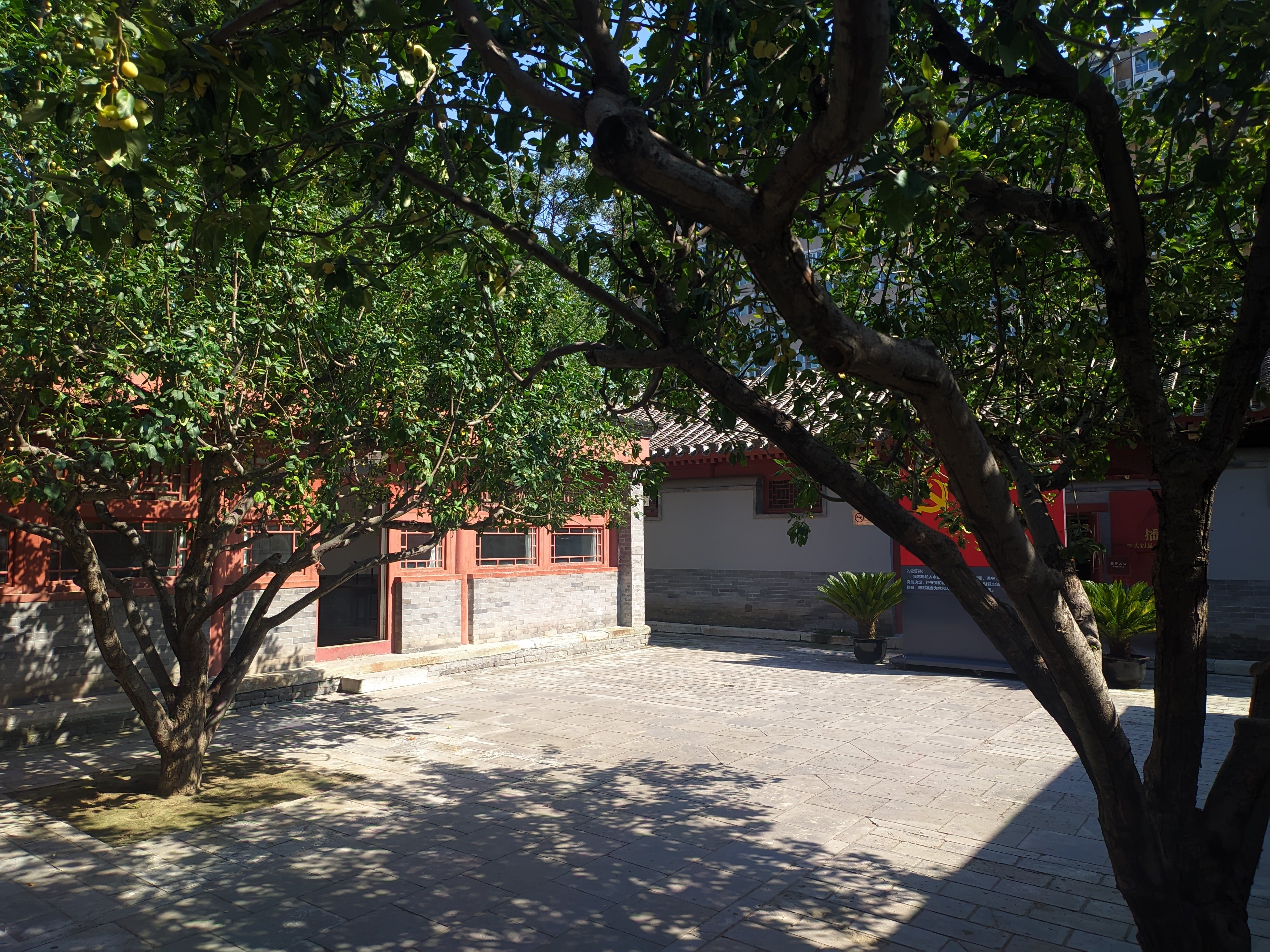
李大钊故居内部的庭院

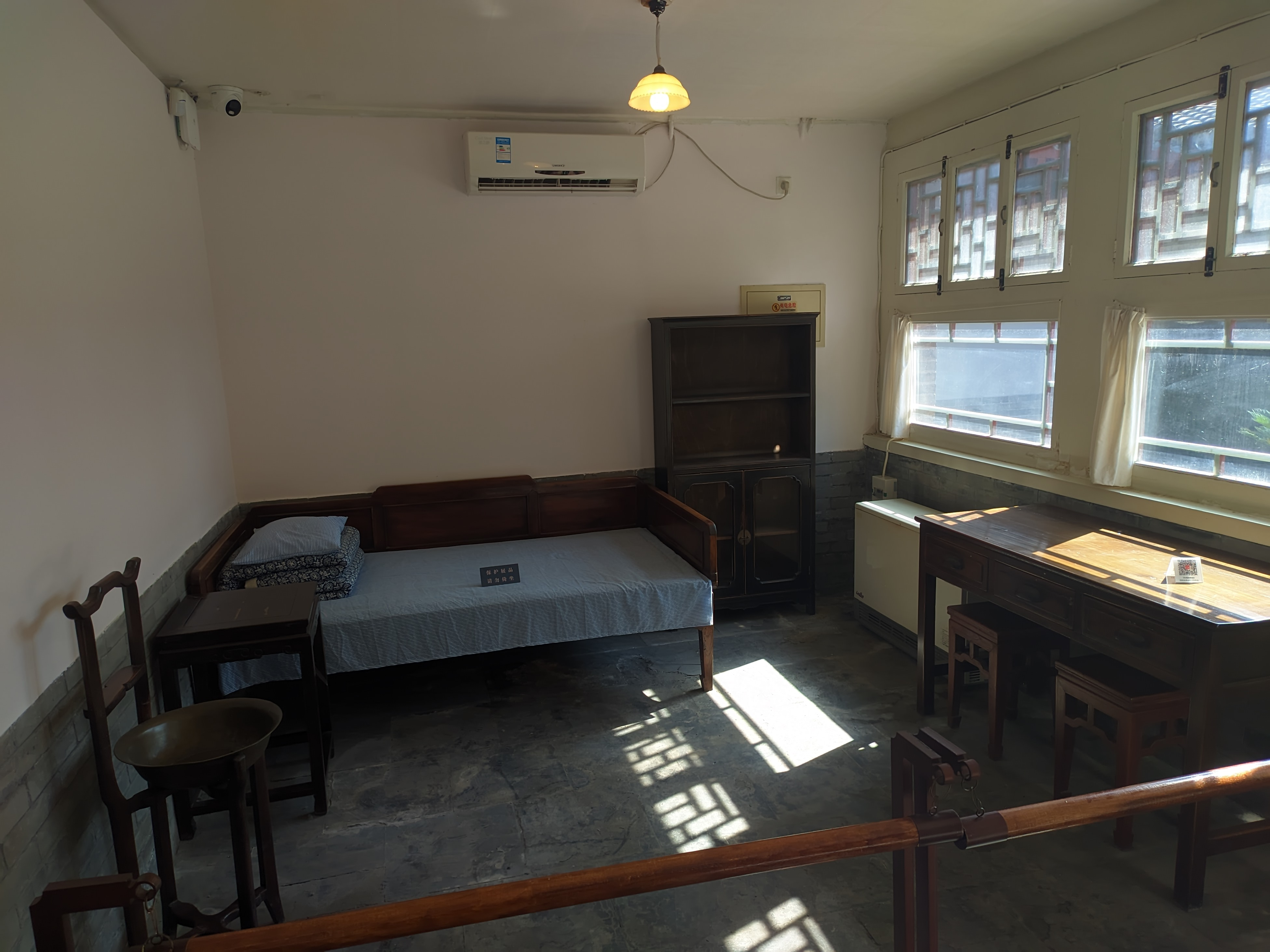
李大钊故居的室内